# Bompensiere
Bompensiere – miejscowość i gmina we Włoszech, w regionie Sycylia, w prowincji Caltanissetta.
Według danych na rok 2004 gminę zamieszkiwało 676 osób, 35,6 os./km².